# What Is it Like to Be a Bat?
What Is It Like to Be a Bat? (Como é ser um morcego?) é um conhecido artigo do filósofo americano Thomas Nagel, primeiramente publicado na revista The Philosophical Review em Outubro de 1974 e mais tarde na sua obra Mortal Questions (1979).
Neste texto, Nagel argumenta que as teorias materialistas da mente omitem um componente essencial da consciência, nomeadamente que existe algo que é como ser uma particular coisa consciente. Um organismo possui estados mentais conscientes, argumenta, apenas e só apenas se houver algo que seja como ser tal organismo - algo que é ser como para o organismo.

## Críticas
Dennett nega a afirmação de Nagel de que a consciência do morcego é inacessível, argumentando que quaisquer características "interessantes ou teoricamente importantes" da consciência de um morcego seriam passíveis de observação em terceira pessoa. Por exemplo, está claro que os morcegos não podem detectar objetos mais do que um poucos metros de distância porque a ecolocalização tem um alcance limitado. Ele afirma que quaisquer aspectos semelhantes de suas experiências poderiam ser recolhidos por mais experimentos científicos.